# Гусєва Надія Федорівна
Надія Федорівна Гусєва (1922 — 27 липня 1944) — гвардії старшина медичної служби Робітничо-селянської Червоної Армії, учасник Німецько-радянської війни.

## Біографія
Народилася в місті Єлець (нині — Липецька область). Навчалася у школі № 17 у місті Єлець.
Із початком Німецько-радянської війни брала активну участь у зведенні оборонних укріплень біля Єльця.
У лютому 1942 року успішно закінчила курси медсестер.
Півтора року як санінструктор роти Гусєва воювала на Північно-Кавказькому та Брянському фронтах. Тричі була поранена.
На липень 1944 року — гвардії старшина, санінструктор 100-ї оашр 147-ї стрілецької дивізії 74-го стрілецького корпусу 1-ї гвардійської армії 1-го Українського фронту.
Із 25 по 27 липня 1944 року при форсуванні Дністра, а також під час наступальних боїв при штурмі міст Галич і Калуш Гусєва відзначилася, винісши з поля бою 18 тяжко поранених червоноармійців і надавши медичну допомогу 23 радянським воїнам.
27 липня 1944 року була вбита разом із пораненими бійцями біля села Підгірки біля Станіслава (нині — Івано-Франківськ).
За виявлений героїзм нагороджена орденом Вітчизняної війни ІІ ступеня (17.09.1944, посмертно).

## Пам'ять
- На честь Гусєвої названа вулиця в Єльці, яка раніше називалася Вигінною[1].
- 7 травня 1980 року у будівлі школи № 17 імені Т. М. Хрєннікова в Єльці, на честь Надії Гусєвої було відкрито меморіальну дошку[1].